# حمزة منصور
حمزة عباس حسين منصور «أبو عاصم» (1944-) سياسي اسلامي أردني، كان نائبًا في البرلمان الأردني لعدة دورات نيابية ورئيس كتلة نواب جبهة العمل الإسلامي فيه. رئيس مجلس الشورى الخامس لـحزب جبهة العمل الإسلامي الذراع السياسي لـجماعة الإخوان المسلمين في الأردن، وأمينه العام الثالث. من مواليد قرية المنسي قضاء حيفا في فلسطين عام 1944م. حاصل على بكالوريوس لغة عربية سنة 1975 وماجستير في المناهج وأصول التربية عام 1984، وهو بالإضافة إلى عمله السياسي والدعوي والتربوي من الوجوه الأردنية المعروفة في إصلاح ذات البين، بالإضافة لكونه خطيباً مفوهاً.
يعرف بالتزامه واعتداله ووسطيته وبعده عن الخلافات والتوترات الداخلية وتمسكه بالثوابت والأصول، وعرف خلال مسيرته السياسية بسعيه نحو بناء جبهة معارضة عريضة تجمع الإسلاميين واليساريين والقوميين، وأصبح من أكثر الشخصيات الإسلامية قبولاً لدى القوى السياسية المعارضة. كما يعرف بقربه من قواعد الحركة الإسلامية وبشعبيته الفريدة لدى مختلف شرائح الشعب الأردني.
ترشح لثلاث دورات لمجلس النواب الأردني الأولى عام 1989 عن الدائرة الرابعة في عمان، والمعروفة بتنوعها الديمغرافي والعشائري، وتمكن من الفوز فيها، ثم ترشح في مرتين لاحقتين عن الدائرة الثانية في عمان، والتي تحتوي على عدة مخيمات فلسطينية، وتمكن أيضاً من الفوز فيهما.
له مقالات دورية في صحيفة السبيل اليومية، كما يكتب بشكل متقطع في عدد من الصحف الأردنية والعربية. يعرفه المقربون منه بتواضعه وقوة حجته وعمله الدؤوب، حيث يقضي ما يزيد عن 14 ساعة عمل يومياً في نشاطاته السياسية والدعوية والاجتماعية.

## المواقع التي شغلها
- نائب في مجلس الأمة من 1989-1997(المجلس الحادي عشر والمجلس الثاني عشر)و 2007 - 2010
- رئيس كتلة حزب جبهة العمل الإسلامي النيابية من 1993-1997 و 2007 - 2011
- عضو مؤسس لحزب جبهة العمل الإسلامي وعضو مجلس الشورى والمكتب التنفيذي منذ تأسيسه
- الأمين العام السابق لحزب جبهة العمل الإسلامي من2010 – 2014، ورئيس مجلس شورى الحزب سابقا.
- عضو مجلس شورى جماعة الإخوان المسلمين.
- رئيس اللجنة التنفيذية لحماية الوطن ومجابهة التطبيع
- عضو الأمانة العامة لمؤتمر الأحزاب العربية
- نائب رئيس الرابطة الدولية للبرلمانيين المدافعين عن القضية الفلسطينية
- نائب رئيس لجنة التعبئة الوطنية لنصرة العراق سابقا
- رئيس جمعية الهلال الأخضر الأردنية.

## من مؤلفاته
له عدد من المؤلفات منها:
1. كلمات ومواقف.
2. هكذا علمتني دعوة الإخوان المسلمين.
3. نظرات في أداء نواب الحركة الإسلامية.

بالإضافة إلى عدد من الدراسات والمقالات.